# Deniz Hümmet
Deniz Hümmet (sinh ngày 13 tháng 9 năm 1996) là một cầu thủ bóng đá người Thổ Nhĩ Kỳ thi đấu cho Trelleborgs FF ở Allsvenskan.

## Sự nghiệp
Anh ra mắt tại Ligue 2 vào ngày 13 tháng 2 năm 2015.
Hümmet rả mắt tại Ligue 1 vào ngày 20 tháng 2 năm 2016 against AS Monaco.

## Sự nghiệp quốc tế
Hümmet được triệu tập vào U-21 Thổ Nhĩ Kỳ, trong trận giao hữu với Đức ở Berlin vào tháng 11 năm 2016.